# Équipe de France de football en 2020
Maillots
Actualités
Cet article traite de l'année 2020 de l'Équipe de France de football.

## Déroulement de la saison

### Objectifs
L'objectif initial de cette année 2020 est de remporter le Championnat d'Europe de football 2020 et réaliser le doublé Mondial 2018-Euro 2020, 20 ans après leurs illustres prédécesseurs. Le report de l'Euro 2020 à 2021 en raison de la pandémie de Covid-19 bouleverse toutefois les plans.

### Résumé de la saison
Aucun match n'a lieu au premier semestre en raison de la pandémie de Covid-19 et du confinement qui en découle.
Ce début de saison voit la première sélection de Dayot Upamecano, Eduardo Camavinga, Houssem Aouar et Mike Maignan.

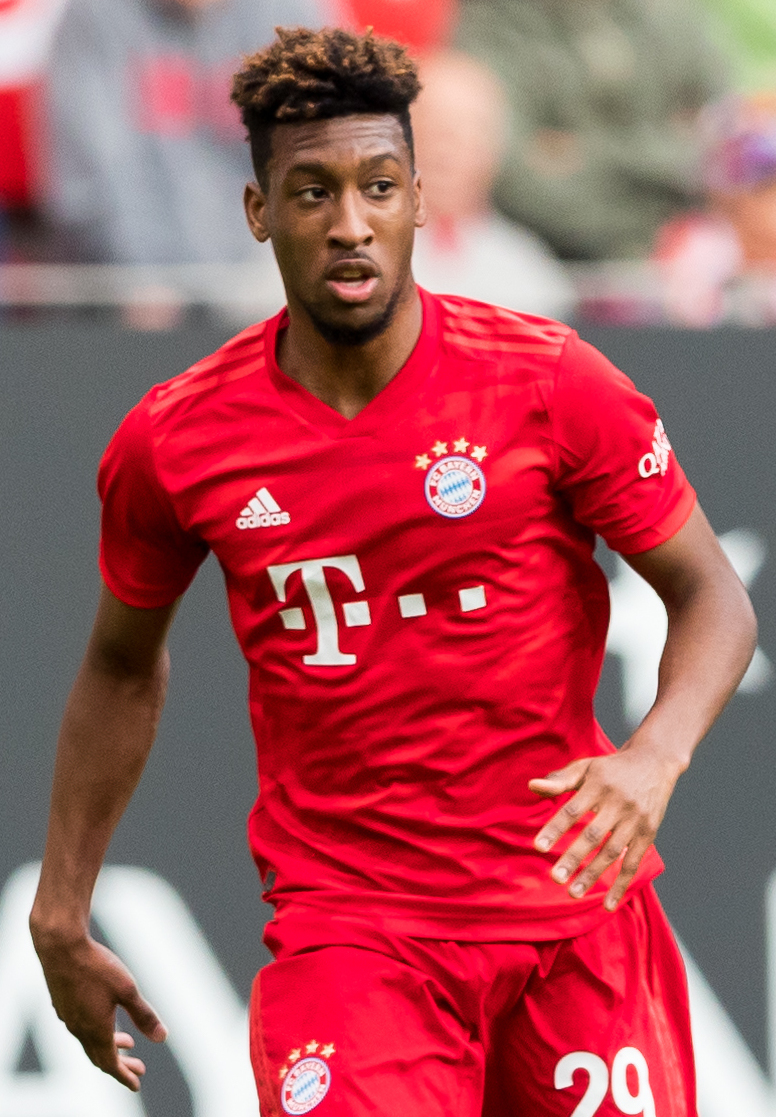
Coman avec Munich.

Le 23 août 2020, le Bayern de Munich, des Français Kingsley Coman, Benjamin Pavard, Lucas Hernandez, Michaël Cuisance et Corentin Tolisso, gagne la finale de la Ligue des champions de l'UEFA 2019-2020 grâce à un unique but de Kingsley Coman, face au PSG de Kylian Mbappé, Presnel Kimpembe, Layvin Kurzawa, Abdou Diallo et Colin Dagba. Le Bayern demande à Didier Deschamps de ne pas sélectionner les bavarois ayant des problèmes physiques pour affronter la Suède et la Croatie dans le cadre de la Ligue des nations en septembre. Seul Lucas Hernandez échappe à cette mesure.
Initialement sélectionnés pour les matchs de Suède et la Croatie en septembre, Paul Pogba et Houssem Aouar, testés positif au Covid-19, sont remplacés respectivement au dernier moment par Eduardo Camavinga et Nabil Fekir,. Steve Mandanda, ayant contracté le virus le 16 août et testé positif le 4 septembre, juste avant la rencontre contre la Suède, ne sera pas remplacé pour ledit match et est remplacé pour le match de la Croatie par Benoît Costil. Le 7 septembre, Kylian Mbappé est lui aussi testé positif et ne participera pas au match contre la Croatie.
Adrien Rabiot, plus sélectionné depuis 2018 en raison de son refus de ne pas se mettre à la disposition de l’équipe de France en vue du Mondial, fait son retour en août dans la sélection.
Le 5 novembre 2020, Marcus Thuram est convoqué pour la première fois de sa carrière en équipe de France par Didier Deschamps. Nabil Fekir convoqué pour les 3 dernières rencontres de l'année mais finalement blessé, est remplacé au dernier moment par Houssem Aouar. Finalement, Houssem Aouar s'étant également blessé, c'est Ruben Aguilar qui est appelé en renfort le 9 novembre 2020. Le 12 novembre 2020, la FFF annonce que Ben Yedder qui a été testé positif à la Covid-19 ne participera pas à Portugal-France, ni à France-Suède.

## Résultats détaillés
| Ligue des nations                                      | Suède | 0 - 1   | France |                                                                               |                                                                               |
| 5 septembre 2020 · 20 h 45 · Historique des rencontres | | (0 - 1) | 41e Mbappé | Friends Arena, Solna Spectateurs : 0 (huis clos) Arbitrage : Szymon Marciniak | Friends Arena, Solna Spectateurs : 0 (huis clos) Arbitrage : Szymon Marciniak |
| 5 septembre 2020 · 20 h 45 · Historique des rencontres | Olsen - Lustig, Jansson, Lindelöf, Bengtsson (Sema, 88e) - Larsson (Kulusevski, 70e), Olsson, Ekdal, Forsberg - Quaison (Guidetti, 77e), Berg | Équipes | Lloris - Kimpembe, Varane, Upamecano - Kanté, Rabiot - Dubois (F.Mendy, 88e), Digne - Griezmann - Mbappé (Martial, 77e), Giroud (Nzonzi, 90e) | Friends Arena, Solna Spectateurs : 0 (huis clos) Arbitrage : Szymon Marciniak | Friends Arena, Solna Spectateurs : 0 (huis clos) Arbitrage : Szymon Marciniak |

| Ligue des nations                                      | France | 4 - 2   | Croatie |                                                                                     |                                                                                     |
| 8 septembre 2020 · 20 h 45 · Historique des rencontres | 43e Griezmann (Martial ) · 45+1e (csc) Livaković · 65e Upamecano (Griezmann ) · 77e (pen.) Giroud                                                       | (2 - 1) | 17e Lovren · 55e Brekalo | Stade de France, Saint-Denis Spectateurs : 0 (huis clos) Arbitrage : Ovidiu Hațegan | Stade de France, Saint-Denis Spectateurs : 0 (huis clos) Arbitrage : Ovidiu Hațegan |
| 8 septembre 2020 · 20 h 45 · Historique des rencontres | Lloris - Upamecano, Lenglet, Hernandez - Kanté (Camavinga, 63e), Nzonzi - Sissoko, F.Mendy - Griezmann (Fekir, 79e) - Ben Yedder (Giroud, 63e), Martial | Équipes | Livaković - Uremović (Vida, 57e), Lovren, Ćaleta-Car, Melnjak - Kovačić, Brozović, Vlašić - Perišić (Pašalić, 66e), Rebić (Brekalo, 46e), Kramarić | Stade de France, Saint-Denis Spectateurs : 0 (huis clos) Arbitrage : Ovidiu Hațegan | Stade de France, Saint-Denis Spectateurs : 0 (huis clos) Arbitrage : Ovidiu Hațegan |

| Match amical                                         | France | 7 - 1   | Ukraine |                                                                               |                                                                               |
| 7 octobre 2020 · 21 h 10 · Historique des rencontres | 9e Camavinga · 24e, 33e Giroud · 39e (csc) Mykolenko · 65e Tolisso · 82e Mbappé · 89e Griezmann                                                                                               | (4 - 0) | 52e Tsygankov | Stade de France, Saint-Denis Spectateurs : 1 000 Arbitrage : Andris Treimanis | Stade de France, Saint-Denis Spectateurs : 1 000 Arbitrage : Andris Treimanis |
| 7 octobre 2020 · 21 h 10 · Historique des rencontres | Mandanda (Maignan, 46e) - Pavard, Upamecano (Varane, 46e), Lenglet, Digne - Camavinga (Pogba, 59e), Nzonzi, Tolisso, Aouar (Griezmann, 59e) - Giroud (Ben Yedder, 73e), Martial (Mbappé, 46e) | Équipes | Bushchan - Konoplia, Zabarnyi, Mykolenko (Cheberko 46e), Mykhaylychenko (Sobol 46e) - Malinovskyi (Tsygankov 46e), Shaparenko, Kharatin, Makarenko (Shepelev 62e), Zubkov (Bezus 70e) - Yarmolenko (Yaremchuk 62e) | Stade de France, Saint-Denis Spectateurs : 1 000 Arbitrage : Andris Treimanis | Stade de France, Saint-Denis Spectateurs : 1 000 Arbitrage : Andris Treimanis |

| Ligue des nations                                     | France | 0 - 0   | Portugal |                                                                                      |                                                                                      |
| 11 octobre 2020 · 20 h 45 · Historique des rencontres | | (0 - 0) | | Stade de France, Saint-Denis Spectateurs : 1 000 Arbitrage : Carlos del Cerro Grande | Stade de France, Saint-Denis Spectateurs : 1 000 Arbitrage : Carlos del Cerro Grande |
| 11 octobre 2020 · 20 h 45 · Historique des rencontres | Lloris - Pavard, Varane, Kimpembe, Hernandez - Pogba, Kanté, Rabiot, Griezmann - Giroud (Martial, 74e), Mbappé (Coman, 84e) | Équipes | Rui Patrício - N.Semedo, Pepe, Rúben Dias, R.Guerreiro (J.Cancelo, 88e) - B.Fernandes (R.Sanches, 80e), D.Pereira, W.Carvalho (J.Moutinho, 88e) - B.Silva (Diogo Jota, 61e), João Félix (Trincão, 89e), C.Ronaldo | Stade de France, Saint-Denis Spectateurs : 1 000 Arbitrage : Carlos del Cerro Grande | Stade de France, Saint-Denis Spectateurs : 1 000 Arbitrage : Carlos del Cerro Grande |

| Ligue des nations                                     | Croatie | 1 - 2   | France |                                                                      |                                                                      |
| 14 octobre 2020 · 20 h 45 · Historique des rencontres | Vlašić 64e | (0 - 1) | 8e Griezmann · 79e Mbappé (Digne ) | Stade Maksimir, Zagreb Spectateurs : 7 000 Arbitrage : Björn Kuipers | Stade Maksimir, Zagreb Spectateurs : 7 000 Arbitrage : Björn Kuipers |
| 14 octobre 2020 · 20 h 45 · Historique des rencontres | Livaković - Uremović, Lovren, Vida, Barišić - Badelj (Kovačić, 46e), Modrić - Pašalić (Brekalo, 46e), Vlašić (Kramarić, 80e), Perišić (Bradarić, 78e) - Petković (Budimir, 61e) | Équipes | Lloris - F.Mendy, Varane, Lenglet, Digne (Hernandez, 82e) - Tolisso (Camavinga, 63e), Nzonzi, Rabiot (Pogba, 74e), Griezmann (Giroud, 83e) - Martial (Coman, 63e), Mbappé | Stade Maksimir, Zagreb Spectateurs : 7 000 Arbitrage : Björn Kuipers | Stade Maksimir, Zagreb Spectateurs : 7 000 Arbitrage : Björn Kuipers |

| Match amical                                           | France | 0 - 2   | Finlande |                                                                                   |                                                                                   |
| 11 novembre 2020 · 21 h 10 · Historique des rencontres | | (0 - 2) | 28e Forss · 31e Valakari | Stade de France, Saint-Denis Spectateurs : 0 (huis clos) Arbitrage : Nikola Popov | Stade de France, Saint-Denis Spectateurs : 0 (huis clos) Arbitrage : Nikola Popov |
| 11 novembre 2020 · 21 h 10 · Historique des rencontres | Mandanda - Dubois (Aguilar, 71e), Zouma, Lenglet (Varane, 80e), Digne - Sissoko, Nzonzi, Pogba (Kanté, 57e), M.Thuram - Giroud (Martial, 57e), Ben Yedder (Griezmann, 57e) | Équipes | Joronen - Hämäläinen, O'Shaughnessy, Ojala (Toivio, 66e), Väisänen (Arajuuri, 74e) - Forss, Kauko, Karjalainen (Kamara, 66e), Schüller (Pukki, 80e) - Niskanen (Alho, 66e), Valakari (Taylor, 74e) | Stade de France, Saint-Denis Spectateurs : 0 (huis clos) Arbitrage : Nikola Popov | Stade de France, Saint-Denis Spectateurs : 0 (huis clos) Arbitrage : Nikola Popov |

| Ligue des nations                                      | Portugal | 0 - 1   | France |                                                                                 |                                                                                 |
| 14 novembre 2020 · 20 h 45 · Historique des rencontres | | (0 - 0) | 54e Kanté | Estádio da Luz, Lisbonne Spectateurs : 0 (huis clos) Arbitrage : Tobias Stieler | Estádio da Luz, Lisbonne Spectateurs : 0 (huis clos) Arbitrage : Tobias Stieler |
| 14 novembre 2020 · 20 h 45 · Historique des rencontres | Rui Patrício - J.Cancelo, J.Fonte, Rúben Dias, R.Guerreiro - B.Fernandes (J.Moutinho, 72e), D.Pereira (S.Oliveira, 85e), W.Carvalho (Diogo Jota, 56e) - B.Silva (Trincão, 72e), João Félix (Paulinho, 84e), C.Ronaldo | Équipes | Lloris - Pavard, Varane, Kimpembe, Hernandez - Pogba, Kanté, Rabiot, Griezmann - Coman (M.Thuram, 59e), Martial (Giroud, 79e) | Estádio da Luz, Lisbonne Spectateurs : 0 (huis clos) Arbitrage : Tobias Stieler | Estádio da Luz, Lisbonne Spectateurs : 0 (huis clos) Arbitrage : Tobias Stieler |

| Ligue des nations                                      | France | 4 - 2   | Suède |                                                                                       |                                                                                       |
| 17 novembre 2020 · 20 h 45 · Historique des rencontres | 16e Giroud (Thuram ) · 36e Pavard · 59e Giroud (Mbappé ) · 90+5e Coman (Digne )                                                                                      | (2 - 1) | 4e Claesson · 88e Quaison | Stade de France, Saint-Denis Spectateurs : 0 (huis clos) Arbitrage : Alexeï Koulbakov | Stade de France, Saint-Denis Spectateurs : 0 (huis clos) Arbitrage : Alexeï Koulbakov |
| 17 novembre 2020 · 20 h 45 · Historique des rencontres | Lloris - Pavard, Varane (Zouma, 46e), Kimpembe, Hernandez (Digne, 46e) - Sissoko, Pogba, Rabiot (Nzonzi, 78e), Thuram (Mbappé, 58e) - Griezmann, Giroud (Coman, 84e) | Équipes | Olsen - Lustig (Krafth, 67e), Lindelöf (Helander, 66e), Danielson, Bengtsson - Claesson (Quaison, 66e), Olsson, Larsson (Cajuste, 88e), Forsberg - Berg (Isak, 86e), Kulusevski | Stade de France, Saint-Denis Spectateurs : 0 (huis clos) Arbitrage : Alexeï Koulbakov | Stade de France, Saint-Denis Spectateurs : 0 (huis clos) Arbitrage : Alexeï Koulbakov |

## Bilan de l'année2020
| Rang | Équipe | Pts | J | G | N | P | Bp | Bc | Diff |
| ---- | ------ | --- | - | - | - | - | -- | -- | ---- |
| #    | France | 19  | 8 | 6 | 1 | 1 | 19 | 8  | +11  |

### Phase de groupes de la Ligue A de laLigue des nations(Groupe 3)
| Rang | Équipe   | Pts | J | G | N | P | Bp | Bc | Diff |  | Résultats (▼ dom., ► ext.) |     |     |     |     |
| ---- | -------- | --- | - | - | - | - | -- | -- | ---- |  | -------------------------- | --- | --- | --- | --- |
| 1    | France   | 16  | 6 | 5 | 1 | 0 | 12 | 5  | +7   |  | France                     |     | 0-0 | 4-2 | 4-2 |
| 2    | Portugal | 13  | 6 | 4 | 1 | 1 | 12 | 4  | +8   |  | Portugal                   | 0-1 |     | 4-1 | 3-0 |
| 3    | Croatie  | 3   | 6 | 1 | 0 | 5 | 9  | 16 | -7   |  | Croatie                    | 1-2 | 2-3 |     | 2-1 |
| 4    | Suède    | 3   | 6 | 1 | 0 | 5 | 5  | 13 | -8   |  | Suède                      | 0-1 | 0-2 | 2-1 |     |

Légende des classements
- Qualifiée pour la phase finale
- Relégation en Ligue B

## Statistiques

### Temps de jeu des joueurs
| Joueurs            |                 |                 |                 |                 |                 |                 |                 |                 | Total           |                 |                 |                 |                 |                 |                 |                 |                 |                 |
| Gardiens de but    | Gardiens de but | Gardiens de but | Gardiens de but | Gardiens de but | Gardiens de but | Gardiens de but | Gardiens de but | Gardiens de but | Gardiens de but | Gardiens de but | Gardiens de but | Gardiens de but | Gardiens de but | Gardiens de but | Gardiens de but | Gardiens de but | Gardiens de but | Gardiens de but |
| ------------------ | --------------- | --------------- | --------------- | --------------- | --------------- | --------------- | --------------- | --------------- | --------------- | --------------- | --------------- | --------------- | --------------- | --------------- | --------------- | --------------- | --------------- | --------------- |
| Hugo Lloris        | 90              | 90              | r               | 90              | 90              |                 | 90 · 62e        | 90              | 540             |                 |                 |                 |                 |                 |                 |                 |                 |                 |
| Steve Mandanda     |                 |                 | 46e             | r               | r               | 90              | r               | r               | 136             |                 |                 |                 |                 |                 |                 |                 |                 |                 |
| Mike Maignan       | r               | r               | 46e             | r               | r               | r               | r               | r               | 44              |                 |                 |                 |                 |                 |                 |                 |                 |                 |
| Benoît Costil      |                 | r               |                 |                 |                 | r               |                 | r               | 0               |                 |                 |                 |                 |                 |                 |                 |                 |                 |
| Défenseurs         |                 |                 |                 |                 |                 |                 |                 |                 |                 |                 |                 |                 |                 |                 |                 |                 |                 |                 |
| Raphaël Varane     | 90              | r               | 46e             | 90              | 90              | 80e             | 90              | 46e             | 540             |                 |                 |                 |                 |                 |                 |                 |                 |                 |
| Lucas Digne        | 90              | r               | 90              | r               | 82e · 4e        | 90              | r               | 46e             | 396             |                 |                 |                 |                 |                 |                 |                 |                 |                 |
| Presnel Kimpembe   | 90              | r               | r               | 90              | r               | r               | 90              | 90              | 360             |                 |                 |                 |                 |                 |                 |                 |                 |                 |
| Benjamin Pavard    |                 |                 | 90              | 90              | r               |                 | 90              | 90 · 36e        | 360             |                 |                 |                 |                 |                 |                 |                 |                 |                 |
| Clément Lenglet    | r               | 90 · 37e        | 90              | r               | 90              | 80e             | r               | r               | 350             |                 |                 |                 |                 |                 |                 |                 |                 |                 |
| Lucas Hernandez    | r               | 90              | r               | 90              | 82e             | r               | 90 · 82e        | 46e             | 324             |                 |                 |                 |                 |                 |                 |                 |                 |                 |
| Dayot Upamecano    | 90 · 4e         | 90 · 41e        | 46e             | r               |                 |                 |                 |                 | 226             |                 |                 |                 |                 |                 |                 |                 |                 |                 |
| Ferland Mendy      | 88e             | 90              |                 | r               | 90              |                 |                 |                 | 182             |                 |                 |                 |                 |                 |                 |                 |                 |                 |
| Léo Dubois         | 88e             | r               |                 |                 |                 | 71e             | r               | r               | 159             |                 |                 |                 |                 |                 |                 |                 |                 |                 |
| Kurt Zouma         |                 |                 |                 |                 | r               | 90              | r               | 46e             | 134             |                 |                 |                 |                 |                 |                 |                 |                 |                 |
| Ruben Aguilar      |                 |                 |                 |                 |                 | 71e             | r               | r               | 19              |                 |                 |                 |                 |                 |                 |                 |                 |                 |
| Milieux de terrain |                 |                 |                 |                 |                 |                 |                 |                 |                 |                 |                 |                 |                 |                 |                 |                 |                 |                 |
| Adrien Rabiot      | 90              | r               |                 | 90              | 74e             | r               | 90              | 78e             | 422             |                 |                 |                 |                 |                 |                 |                 |                 |                 |
| Steven Nzonzi      | 90e             | 90 · 68e        | 90              | r               | 90              | 90              | r               | 78e             | 373             |                 |                 |                 |                 |                 |                 |                 |                 |                 |
| Paul Pogba         |                 |                 | 60e             | 90              | 74e · 90+1e     | 57e             | 90              | 90              | 373             |                 |                 |                 |                 |                 |                 |                 |                 |                 |
| N'Golo Kanté       | 90              | 63e · 59e       | r               | 90              |                 | 57e             | 90 · 54e · 80e  |                 | 366             |                 |                 |                 |                 |                 |                 |                 |                 |                 |
| Moussa Sissoko     | r               | 90              |                 |                 |                 | 90              | r               | 90              | 270             |                 |                 |                 |                 |                 |                 |                 |                 |                 |
| Corentin Tolisso   |                 |                 | 90 · 65e        | r               | 63e             | r               | r               |                 | 153             |                 |                 |                 |                 |                 |                 |                 |                 |                 |
| Eduardo Camavinga  | r               | 63e             | 60e · 9e        | r               | 63e             |                 |                 |                 | 114             |                 |                 |                 |                 |                 |                 |                 |                 |                 |
| Houssem Aouar      |                 |                 | 59e             | r               | r               |                 |                 |                 | 59              |                 |                 |                 |                 |                 |                 |                 |                 |                 |
| Attaquants         |                 |                 |                 |                 |                 |                 |                 |                 |                 |                 |                 |                 |                 |                 |                 |                 |                 |                 |
| Antoine Griezmann  | 90              | 79e · 43e       | 59e · 89e       | 90              | 83e · 8e        | 57e             | 90              | 90              | 586             |                 |                 |                 |                 |                 |                 |                 |                 |                 |
| Olivier Giroud     | 90e             | 63e · 77e       | 73e · 24e · 34e | 74e             | 83e             | 57e             | 79e             | 84e · 16e · 59e | 423             |                 |                 |                 |                 |                 |                 |                 |                 |                 |
| Anthony Martial    | 77e             | 90              | 46e             | 74e             | 63e             | 57e             | 79e             | r               | 340             |                 |                 |                 |                 |                 |                 |                 |                 |                 |
| Kylian Mbappé      | 77e · 41e       |                 | 46e · 82e       | 84e             | 90 · 79e        |                 |                 | 58e             | 327             |                 |                 |                 |                 |                 |                 |                 |                 |                 |
| Marcus Thuram      |                 |                 |                 |                 |                 | 90              | 59e             | 58e             | 179             |                 |                 |                 |                 |                 |                 |                 |                 |                 |
| Wissam Ben Yedder  | r               | 63e             | 73e             | r               | r               | 57e             |                 |                 | 137             |                 |                 |                 |                 |                 |                 |                 |                 |                 |
| Kingsley Coman     |                 |                 | r               | 84e             | 63e             | r               | 59e             | 84e 90+5e       | 98              |                 |                 |                 |                 |                 |                 |                 |                 |                 |
| Nabil Fekir        | r               | 79e             |                 |                 |                 |                 |                 |                 | 11              |                 |                 |                 |                 |                 |                 |                 |                 |                 |
| Jonathan Ikoné     | r               | r               |                 |                 |                 |                 |                 |                 | 0               |                 |                 |                 |                 |                 |                 |                 |                 |                 |

Un « r » indique un joueur qui était dans les remplaçants mais qui n'est pas entré en jeu.

### Statistiques

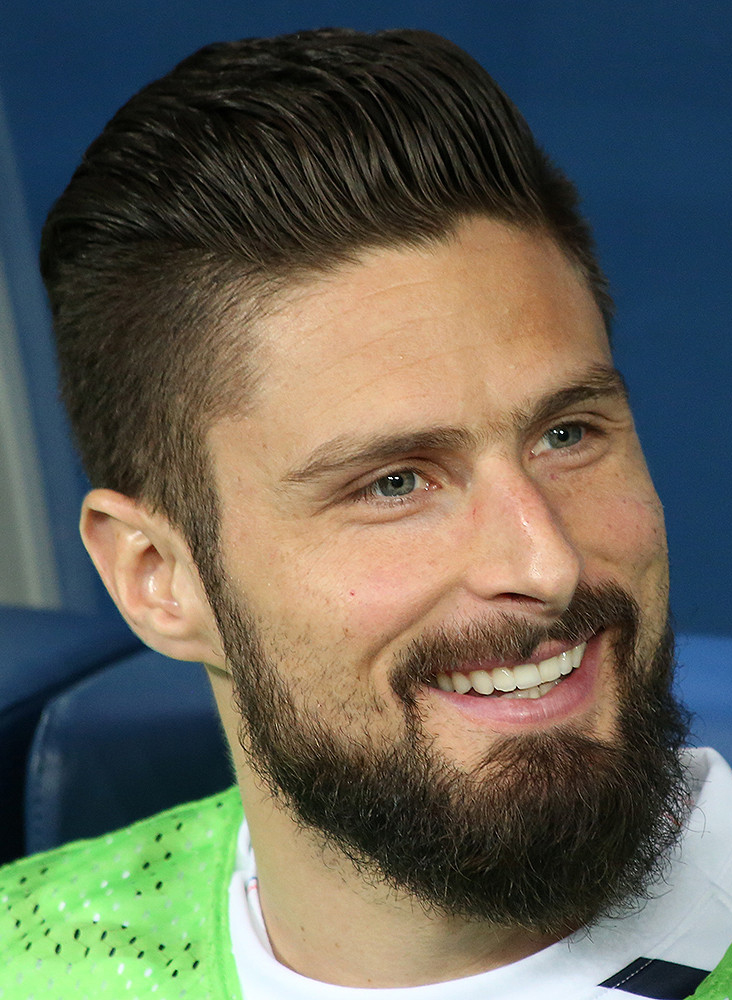
Olivier Giroud
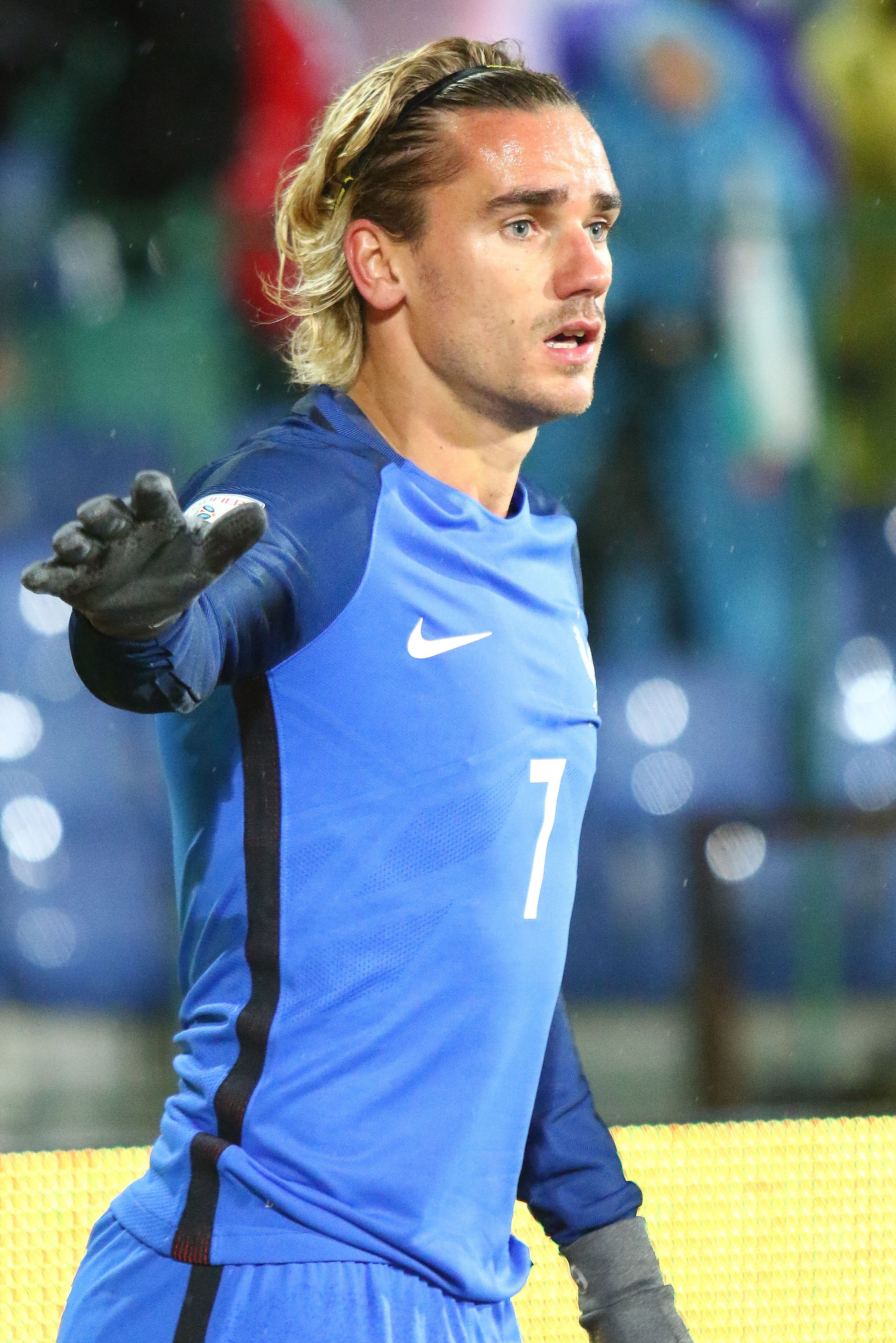
Antoine Griezmann
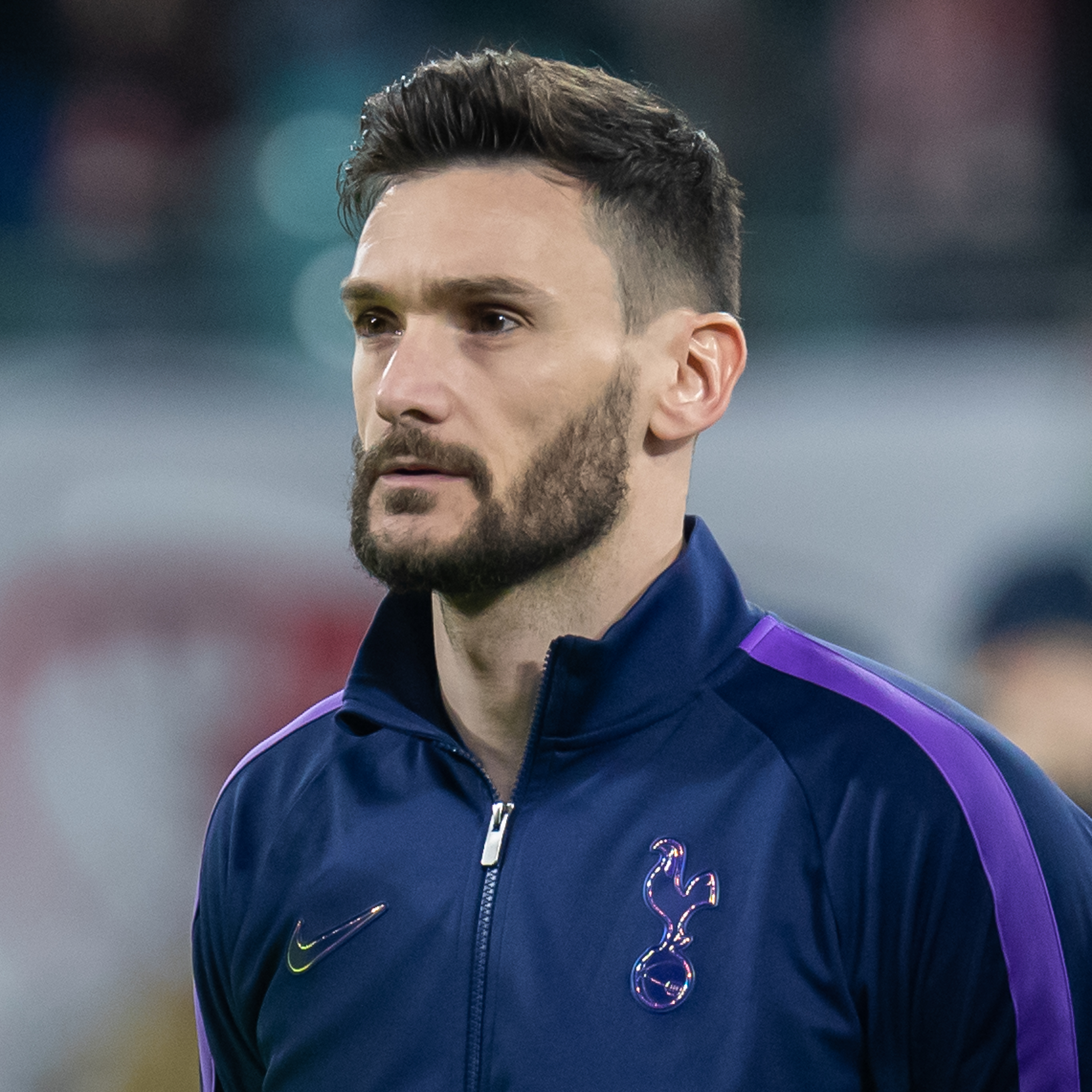
Hugo Lloris

- Olivier Giroud est le meilleur buteur de l'équipe (comme en 2019, 2017, 2016 et 2015), avec 5 buts. Il est suivi par Antoine Griezmann (3 buts) et Kylian Mbappé à égalité avec 3 buts.
- À la fin de cette année, Olivier Giroud est le 2e meilleur buteur de l'histoire de l'Équipe de France de football, avec 49 réalisations (derrière Thierry Henry, 51) et Antoine Griezmann est 5e avec 33 buts.
- En 2020, Antoine Griezmann a le plus grand temps de jeu (586 minutes), il est suivi par le capitaine Hugo Lloris (540 minutes), Raphaël Varane (540), Olivier Giroud (423) et Adrien Rabiot (422).
- À la fin de cette année, Hugo Lloris a 120 sélections et Olivier Giroud 105, ce qui en fait les 3e et 7e joueurs les plus sélectionnés de tous les temps en Équipe de France.
- À la fin de cette année, Hugo Lloris a été 96 fois capitaine depuis 2010, un record.
- À la fin de cette année, Didier Deschamps a disputé 108 matchs avec l'Équipe de France de football, un record.
- Cette année voit la première sélection de Dayot Upamecano, Eduardo Camavinga, Houssem Aouar, Mike Maignan, Marcus Thuram et Ruben Aguilar.

## Aspects socio-économiques

### Audiences télévisuelles
| Jour de diffusion | Match             | Compétition       | Diffuseur | Téléspectateurs | Part d'audience | Référence |
| ----------------- | ----------------- | ----------------- | --------- | --------------- | --------------- | --------- |
| 5 septembre 2020  | Suède – France    | Ligue des nations | M6        | 4 998 000       | 23,8%           | [ 13 ]    |
| 8 septembre 2020  | France – Croatie  | Ligue des nations | TF1       | 5 931 000       | 25,5 %          | [ 14 ]    |
| 7 octobre 2020    | France – Ukraine  | Amical            | TF1       | 4 603 000       | 21 %            | [ 15 ]    |
| 11 octobre 2020   | France – Portugal | Ligue des nations | M6        | 5 988 000       | 25,1 %          | [ 16 ]    |
| 14 octobre 2020   | Croatie – France  | Ligue des nations | TF1       | 6 375 000       | 26,4 %          | [ 17 ]    |
| 11 novembre 2020  | France - Finlande | Amical            | M6        | 4 528 000       | 19 %            | [ 18 ]    |
| 14 novembre 2020  | Portugal – France | Ligue des nations | TF1       | 7 184 000       | 27,8 %          | [ 19 ]    |
| 17 novembre 2020  | France – Suède    | Ligue des nations | M6        | 5 006 000       | 20,3 %          | [ 20 ]    |